# The Passion 2012
The Passion 2012 was de tweede editie van The Passion, een Nederlands muzikaal-bijbels evenement dat jaarlijks op Witte Donderdag wordt gehouden, telkens op een andere locatie. Het evenement werd in 2012 op 5 april in Rotterdam gehouden, op diverse podia op het Willemsplein. Dit jaar werd het evenement uitgezonden op Nederland 1. Er keken 1.705.000 mensen naar The Passion, daarmee haalde het de eerste plaats in de kijkcijferlijst van de stichting Kijkonderzoek. Ook herhalingen op Nederland 1 en Nederland 3 werden goed bekeken.

## Voorgeschiedenis
Naar aanleiding van het succes van de editie 2011 in Gouda kreeg The Passion in 2012 een vervolg. Daar waar in 2011 het evenement vooral op jongeren werd gericht, werd in 2012 de doelgroep verbreed.

## Locaties
- Willemsplein — Locatie hoofdpodium
- Tramhalte Burgemeester Oudlaan — Aankomst Jezus
- Koopgoot — Start van de processie
- Haagseveer — Laatste avondmaal
- Parkflat Westzeedijk — Judas worstelt met het kwaad
- Holland America Line — Tuin van Getsemane
- Hotel New York — De ontkenning van Petrus
- Erasmusbrug — Finale

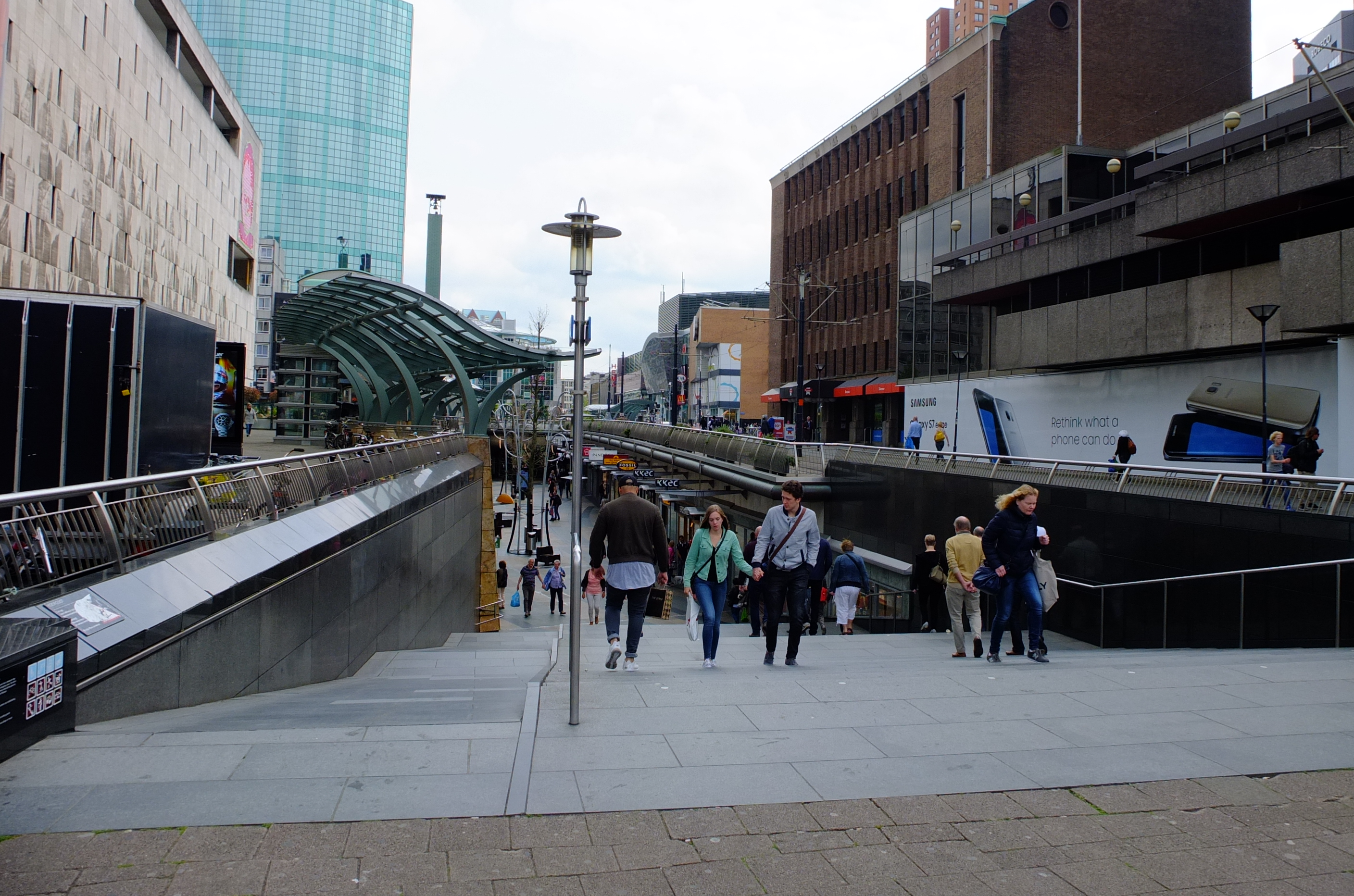
Koopgoot
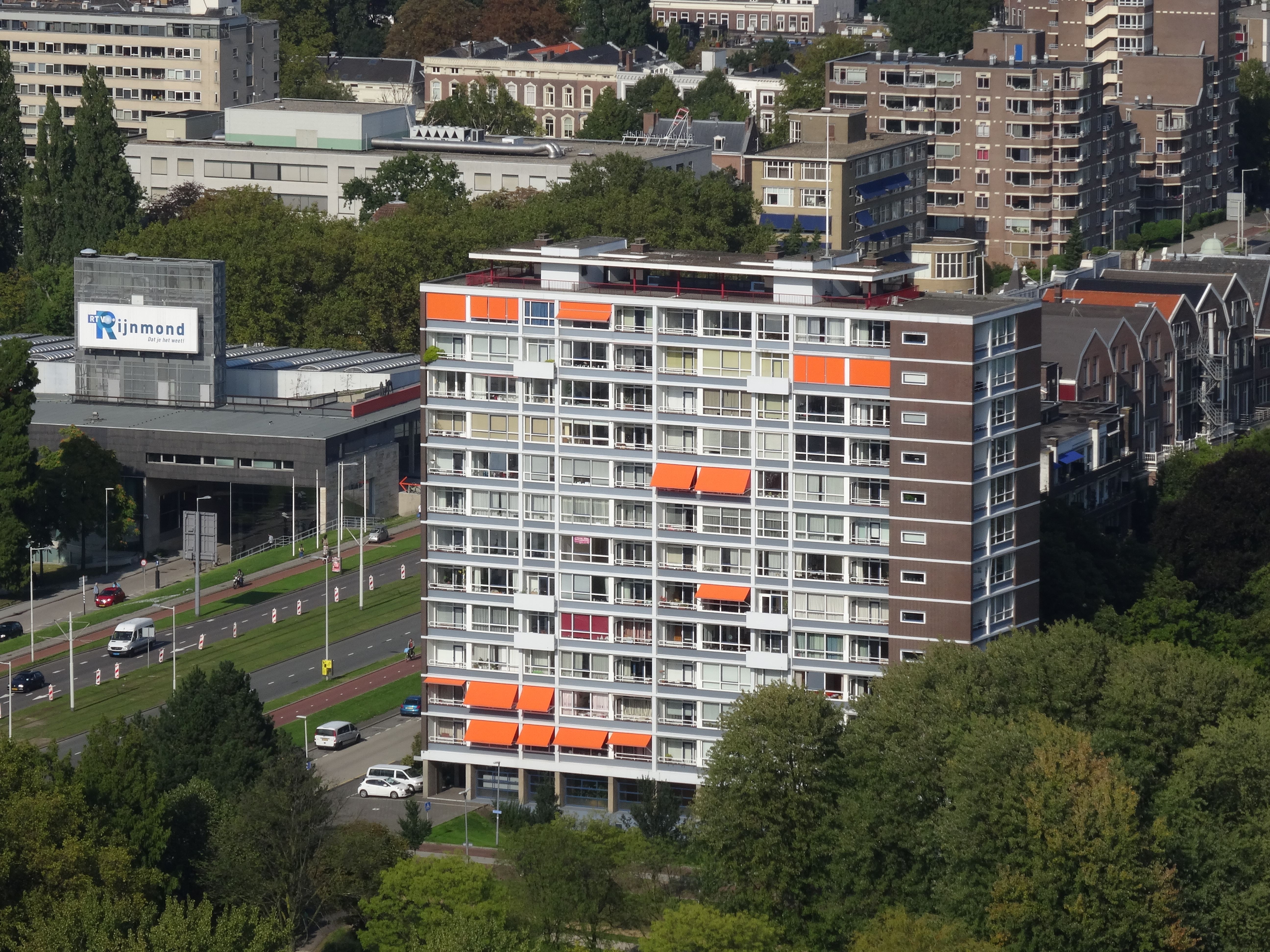
Parkflat

## Rollen
Danny de Munk (Jezus) en Berget Lewis (Maria) vertolkten de hoofdrollen tijdens de 'The Passion 2012'. Frans Bauer vertolkte de rol van Petrus. Charly Luske die van Judas. Ook tijdens deze editie werd de muzikale begeleiding door Cor Bakker verzorgd.
| Rol                | Naam                   |
| ------------------ | ---------------------- |
| Jezus              | Danny de Munk          |
| Maria              | Berget Lewis           |
| Petrus             | Frans Bauer            |
| Verteller          | Philip Freriks         |
| Verslaggever       | Antoinette Hertsenberg |
| Judas              | Charly Luske           |
| Pilatus            | Henk Poort             |
| Discipel           | Sjoerd Dragtsma        |
| Discipel           | Jaimy Trommelen        |
| Discipel           | Roscoe Jozefszoon      |
| Discipel           | Revellino Pinas        |
| Discipel           | Sander de Kramer       |
| Discipel           | Kes Blans              |
| Discipel           | Wouter Vink            |
| Discipel           | Arno Kolenbrander      |
| Discipel           | Felix Jan Kuypers      |
| Discipel           | Niels Croiset          |
| Kraamhouder        | Pierre Wind            |
| Bezoeker kraam     | Hugo Borst             |
| Politieagent       | Klaas Wilting          |
| Voorbijganger      | Kim-Lian van der Meij  |
| Voorbijganger      | Peter van der Vorst    |
| Slechte misdadiger | Peter Post             |
| Goede misdadiger   | Sebastiaan Labrie      |
| Barabbas           | John de Wolf           |

## Muzieknummers
| Titel                        | Oorspronkelijke artiest | Gezongen door                 |
| ---------------------------- | ----------------------- | ----------------------------- |
| Mens                         | BLØF                    | Danny de Munk                 |
| Leun op mij                  | Ruth Jacott             | Berget Lewis                  |
| Het moet en het zal          | De Dijk                 | Danny de Munk                 |
| Er is altijd een weg!        | Xander de Buisonjé      | Berget Lewis                  |
| Bloed, zweet en tranen       | André Hazes             | Charly Luske                  |
| Tot jij mijn liefde voelt    | Van Dik Hout            | Danny de Munk                 |
| Kon ik maar even bij je zijn | Gordon                  | Berget Lewis                  |
| Wat is mijn hart             | Marco Borsato           | Danny de Munk en Charly Luske |
| Is dit nu later              | Stef Bos                | Frans Bauer                   |
| Afscheid nemen bestaat niet  | Marco Borsato           | Berget Lewis                  |
| Zwart wit                    | Frank Boeijen Groep     | Henk Poort en Danny de Munk   |
| Als de liefde niet bestond   | Toon Hermans            | Berget Lewis                  |
| Afscheid nemen bestaat niet  | Marco Borsato           | Danny de Munk en cast         |